# William Fitzwilliam, 1. Earl of Southampton

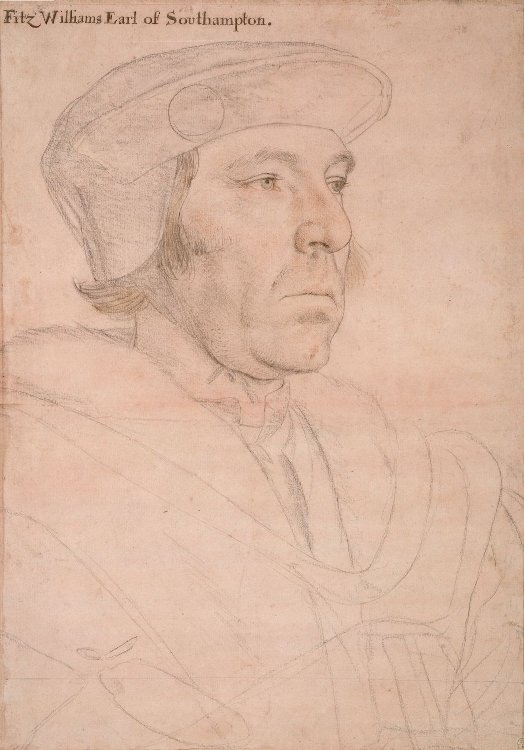
Porträt des William Fitzwilliam, 1. Earl of Southampton, von Hans Holbein dem Jüngeren

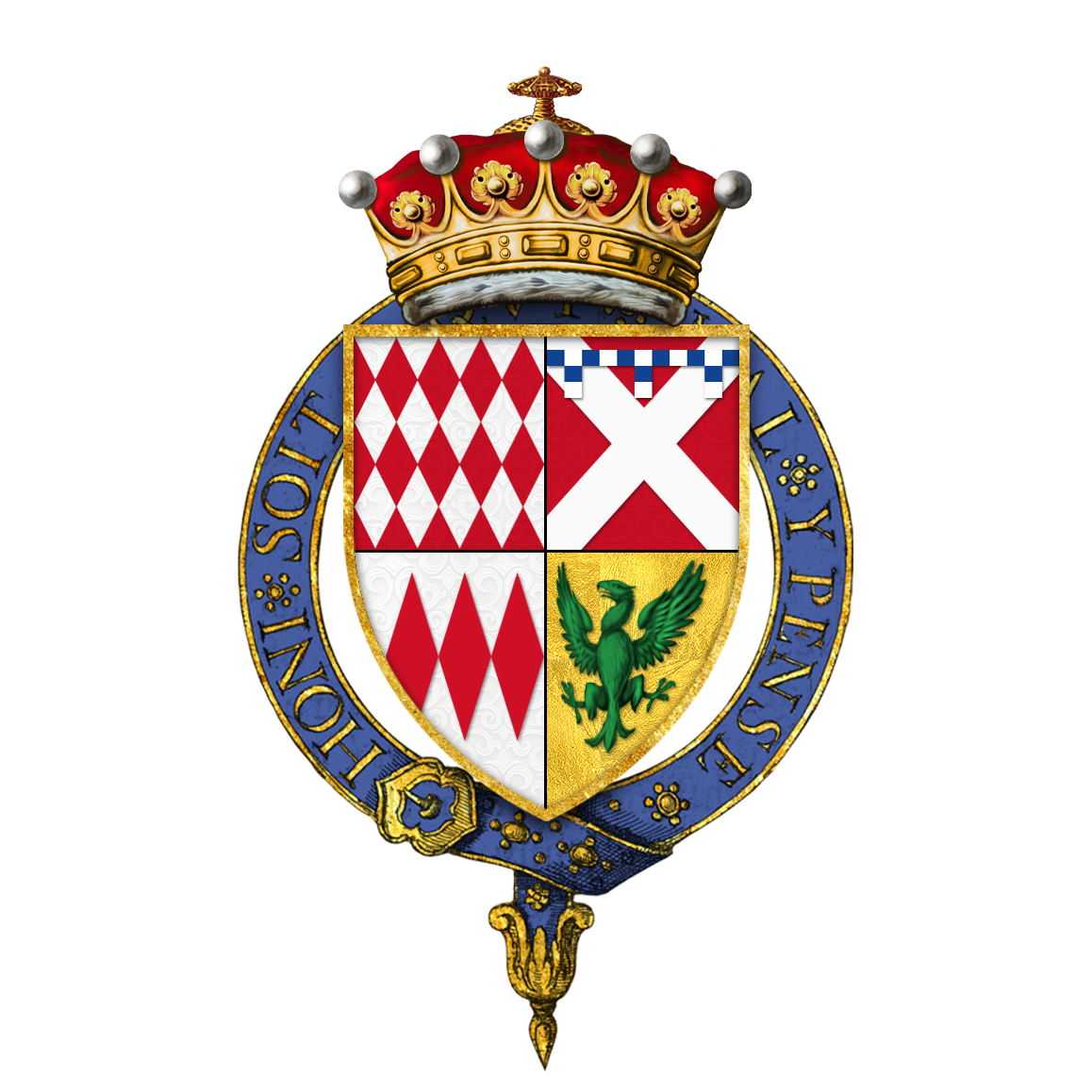
Wappen des William Fitzwilliam, 1. Earl of Southampton, als Ritter des Hosenbandordens

William Fitzwilliam, 1. Earl of Southampton KG (* um 1490; † 15. Oktober 1542 in Newcastle upon Tyne) war ein englischer Adliger sowie Vertrauter und Staatsbeamter König Heinrichs VIII.

## Leben
Er war einer von drei Söhnen des Sir Thomas Fitzwilliam († 1498), Gutsherr von Aldwark in Yorkshire, aus dessen Ehe mit Lady Lucy Neville, einer Tochter des John Neville, 1. Marquess of Montagu.
Seine Mutter heiratete nach dem Tod des Vaters, Sir Anthony Browne (1443–1506), Gutsherr von Bettsworth Castle in Surrey. Dieser war Standartenträger des Königs. Wahrscheinlich dank der Kontakte seines Stiefvaters kam Fitzwilliam im Alter von 10 Jahren als Begleiter für den Prinzen Heinrich an den königlichen Hof.
Als Heinrich VIII. 1509 zum König gekrönt wurde, war Fitzwilliam dessen Mundschenk („Cupbearer“). Er diente in der Folgezeit als Knappe („Squire“) im Gefolge des Königs und wurde, nachdem er im April 1513 in einem Seegefecht vor Brest verwundet worden war, am 25. September 1513 vom König zum Knight Bachelor geschlagen.
Im November 1513 heiratete er Mabel Clifford, eine Hofdame der ersten Gattin König Heinrichs, Katharina von Aragón. Die Ehe blieb kinderlos.

## Politische Karriere
1518 begleitete er Charles Sommerset, 1. Earl of Worcester und Nicholas West, den Bischof von Ely, auf eine diplomatische Reise nach Frankreich. Im Februar 1521 wurde er vom Lordkanzler Kardinal Thomas Wolsey als Botschafter nach Frankreich entsandt. In den Verhandlungen bewies er großes Geschick und erlangte so das Vertrauen Wolseys. Im darauffolgenden Jahr wurde er, zu seiner Freude, wieder nach England zurückberufen.
Er wurde 1522 im Krieg gegen Frankreich zum Vizeadmiral der Marine ernannt. Seine Aufgabe unter dem Kommando des Earl of Surrey war, die englischen Handelsschiffe vor feindlichen Angriffen zu beschützen. 1523 besiegte er ein schottisch-französisches Geschwader und verwüstete Teile der Küste Frankreichs. Er konnte aber nicht verhindern, dass der Duke of Albany von Frankreich nach Schottland gelangte.
1526 wurde er als Knight Companion in den Hosenbandorden aufgenommen und war von 1529 bis 1536 als Knight of the Shire für Surrey Mitglied des House of Commons. Am 3. November 1529 wurde er zum Chancellor of the Duchy of Lancaster ernannt und hatte dieses Amt bis zu seinem Tod inne.
Mit dem Vermögen, das ihm seine Eltern hinterließen, erwarb er 1528 das Herrenhaus von Cowdray in Sussex als seinen neuen Familiensitz.
Nach dem Tod von Henry Fitzroy, dem illegitimen Sohn von Heinrich im Jahre 1536 übernahm er das Amt des Lord High Admiral.
Am 18. Oktober 1537 wurde er zum Earl of Southampton erhoben und wurde dadurch Mitglied des House of Lords.
Er gehörte dem Ausschuss des Parlamentes an, der für gerichtliche Untersuchungen gegen Adlige wegen des Vorwurfs des Hochverrats zuständig war. So leitete er die Befragung von Henry Norris wegen des vorgeblichen Ehebruchs und Hochverrats mit König Heinrichs zweiter Gattin Anne Boleyn; dieser beschwerte sich im später darüber, dass er ausgetrickst worden sei. 1538 verhörte er Sir Geoffrey Pole und dessen Mutter Margaret Pole, 8. Countess of Salisbury im Zusammenhang mit der Exeter-Verschwörung und 1540 Thomas Cromwell, 1. Earl of Essex.
Im Dezember 1539 gehörte er zur Eskorte, die Anna von Kleve, die künftige vierte Gattin Heinrichs VIII. in Calais abholte. Im Jahre 1540 wurde er zum Lordsiegelbewahrer ernannt und behielt dieses Amt bis zu seinem Tod. In dieser Position beurkundete er 1540 Annas formelle Abdankung und Zustimmung zur Scheidung und unterstützte sie danach bei der Einrichtung eines eigenen Haushalts.

## Tod
1542 entsandte ihn König Heinrich VIII. als Heerführer zu einem Feldzug gegen Schottland. Er marschierte mit der Vorhut des englischen Heer bis nach Newcastle-upon-Tyne, aber starb dort am 15. Oktober 1542 an einer Krankheit. Die Führung des Armee übernahm daraufhin Sir Thomas Wharton, der im November 1542 die Schotten in der Schlacht von Solway Moss schlug.
Da Fitzwilliam keine Nachkommen hatte, erlosch sein Earlstitel bei seinem Tod.